# 船橋随庵
船橋 随庵（ふなばし ずいあん、寛政7年（1795年）－明治5年4月9日（1872年5月15日））は、幕末の関宿藩士・学者。名は愨信（はるのぶ）、通称は亘・伝太夫、号は随庵。船橋愨統の子。
船橋氏は近江国出身で随庵は関宿藩久世氏に仕えてから6代目にあたる。随庵は150石をもって久世広周に仕え、用人から中老に至った。農政・治水について詳しく、利根川の洪水防止と農業用水確保のために新たな水路「関宿落」の工事を企画し、嘉永2年（1849年）に関宿城下から筵打新田（現在の茨城県坂東市）にかけての水路工事を手掛け、翌年に完成させた。その功績によって禄20石を与えられた。また、『古今田制通考』『助郷考』などの著作を著して助郷批判や農兵制導入などを唱え、また江戸幕府に対して利根川治水に関する意見書などを著した。 
安政3年（1858年）隠居。安政6年3月、「大島埜地」開墾をめぐる騒動の責任を問われ、投獄される。自身の潔白と藩政の改革を、自身の血液を使ってしたため訴えた「獄中血書」が、千葉県立関宿城博物館に収蔵されている。
文久2年（1862年）には随庵の提案に基づく農兵制が関宿藩に導入された。慶応4年（1868年）4月の久世騒動に際しては、隠居の身ではあったが、対策会議に参加し、新政府側に協力すべきとの立場を取った。維新後は明治政府からの出仕要請をうけるが、高齢を理由に固辞、農政や治水にかんする著述に尽力した。墓は千葉県野田市の宗英寺。

## 関連作品
- 高崎哲郎『開削決水の道を講ぜん』（鹿島出版会、2000年） ISBN 4-306-09362-X）